# Ultimate frizbi
Ultimate frizbi (en. Ultimate ili Ultimate frisbee) je dinamičan ne-kontaktni timski flying disc sport, u kojem je, pored sportskog nadmetanja, važan i način na koji se dolazi do pobjede. Takozvani "Spirit of the game" ("duh igre"), koji pomiče granice fair-playja, razlikuje ultimate od većine ostalih sportova i daje mu dimenziju više. Ultimate je samo jedna od varijacija igara s frizbijem, a prvi puta se igrao 1968. godine u Columbia High Schoolu u Maplewoodu, savezna država New Jersey.

## Pravila igre
Cilj igre je uhvatiti disk (promjera 27cm i težine 175 grama) u protivničkoj gol zoni. S diskom nije dozvoljeno trčati, te je potrebno proslijediti disk suigraču unutar deset sekundi. Dozvoljeno je kretanje diska u bilo kojem smjeru. U slučaju netočnog dodavanja (tj. kada disk padne na pod, izađe izvan granica terena ili ga presretne igrač suprotne momčadi), obrana preuzima disk i postaje napad.
Igra se 7 protiv 7 na otvorenom, odnosno 5 protiv 5 kada se igra u dvorani, a utakmice se igraju ili na određeno vrijeme ili do određenog broja pogodaka. Sve probleme igrači rješavaju između sebe pa suci na terenu nisu potrebni.
Kod rekreativnog ultimatea, veličina terena se određuje prema broju igrača i njihovoj kondicijskoj spremi. Službeno se ultimate frizbi igra na igralištu dimenzija 37 x 64 metara, s dvije gol zone duboke 18 metara.

## Ultimate u Hrvatskoj
U Hrvatskoj trenutno postoje dva kluba koji se bave ultimate frizbijem - Flying Disc klub Zagreb i Flying Disc klub Karlovac.
Nacionalno krovno tijelo sporta je Hrvatski Flying Disc Savez koji je član Hrvatskog olimpijskog odbora.

## Vanjske poveznice
- Hrvatski flying disc savez
- Svjetska flying disc federacija
- Europska flying disc federacija
- Ultimate na pijesku  Arhivirana inačica izvorne stranice od 13. veljače 2013. (Wayback Machine)
- Hrvatski ultimate frizbi  Arhivirana inačica izvorne stranice od 20. travnja 2018. (Wayback Machine)
- Ženski ultimate frizbi klub  Arhivirana inačica izvorne stranice od 14. rujna 2017. (Wayback Machine)